# Tröskning

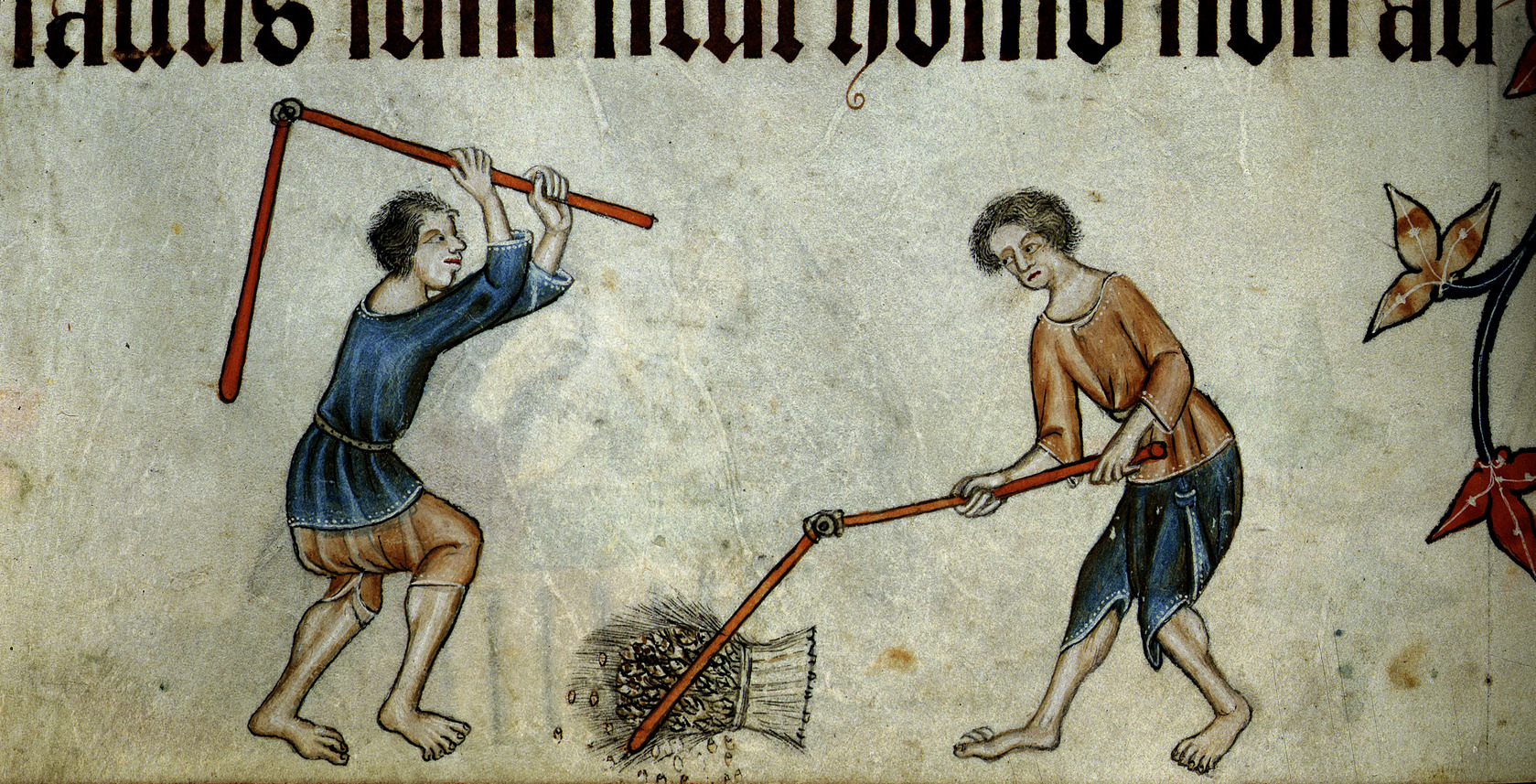
Medeltida tröskning med slagor.

Tröskning är processen där man skiljer kärnan från axet i till exempel spannmål, (eller andra grödor) rensas från höljet (agnar) som omger den. 

## Traditionell teknik

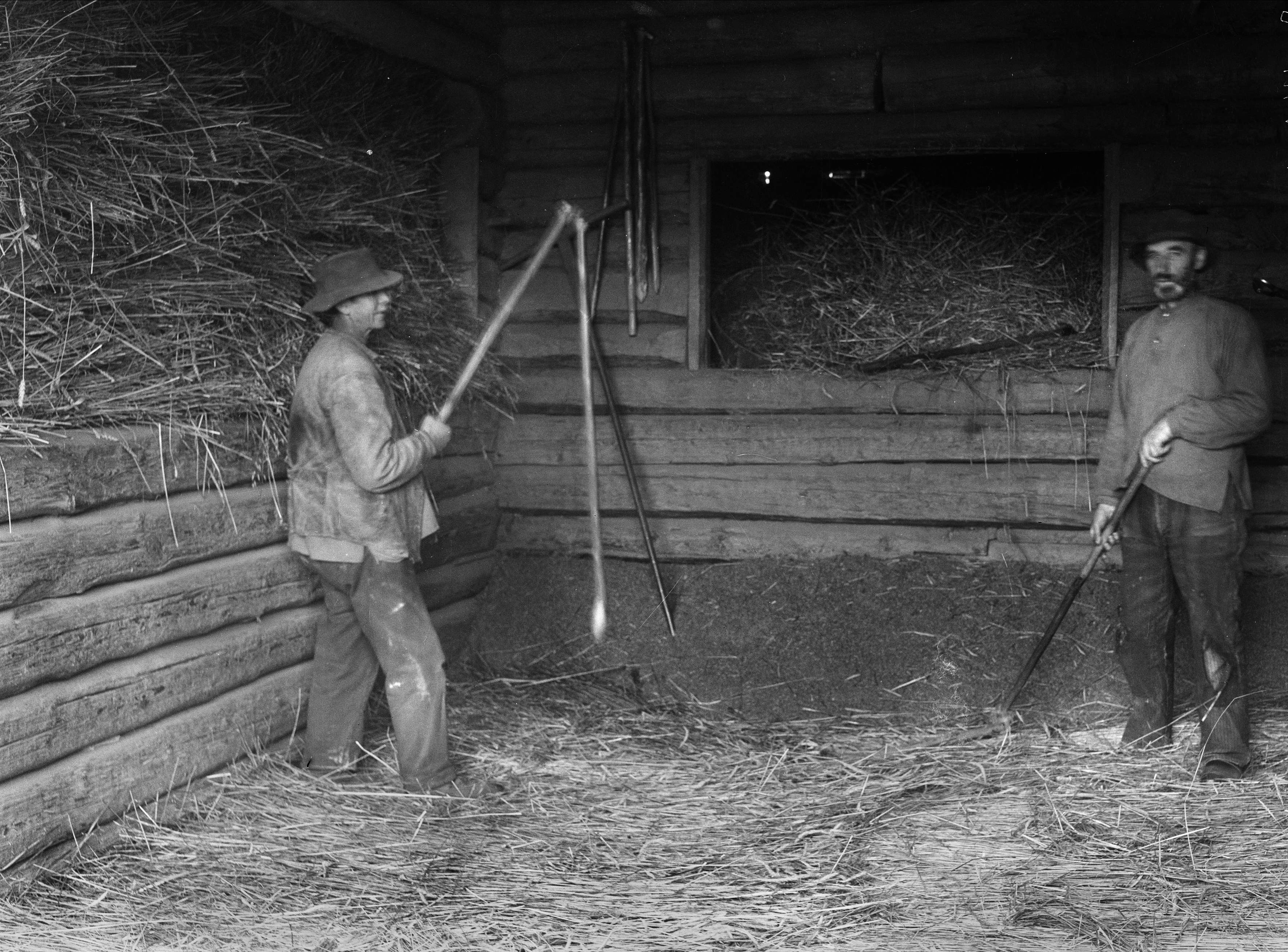
Tröskning med slaga på 1910-talet.

Tröskning är första steget efter skörden där säden bearbetas före skakverket och vindsiktningen, som skiljer stråna och agnarna från kärnan. Det skedde förr genom att säden blev slagen med en slaga på en loge. En annan traditionell metod för tröskning var att låta åsnor, hästar eller oxar gå i cirklar på säden utlagd på en hård yta. Golven i trösklogarna gjordes täta och släta, så att inga korn skulle gå till spillo, eller ligga kvar och dra till sig möss. Golven lämpade sig således för logdans.

## Modern teknik

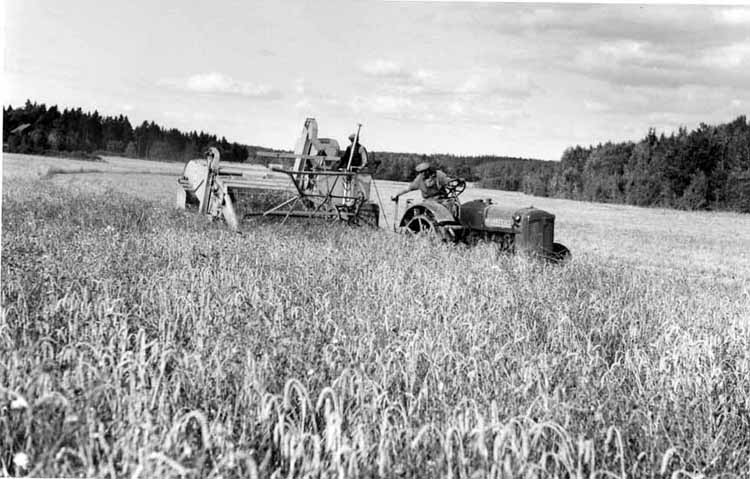
Tröskning med skördetröska, 1951.

I utvecklade områden sker den mesta tröskningen mekaniskt, vanligen i form av en skördetröska, som skördar, tröskar och vindsiktar säden på fältet.